# حزقيال موراليس
حزقيال موراليس (بالإسبانية: Juan Morales)‏ هو منافس ألعاب قوى مكسيكي، (و. 1909  م). الذي شارك في دورة الألعاب الأولمبية الصيفية لعام 1932.

## وصلات خارجية
- حزقيال موراليس على موقع أوليمبيديا (الإنجليزية)